# Doktor Živago (film, 2002)
Doktor Živago (v anglickém originále Doctor Zhivago) je britsko-německo-americký dvoudílný dramatický film z roku 2002. Režisérem filmu je Giacomo Campiotti. Hlavní role ve filmu ztvárnili Hans Matheson, Keira Knightley, Sam Neill, Kris Marshall a Alexandra Maria Lara.

## Obsazení
| Hans Matheson        | Jurij Živago            |
| Keira Knightley      | Lara Guichard/Antipova  |
| Sam Neill            | Viktor Komarovskij      |
| Kris Marshall        | Paša Antipov/Strelnikov |
| Alexandra Maria Lara | Toňa Gromeko Živago     |
| Celia Imrie          | Anna Gromeko            |
| Bill Paterson        | Alexander Gromeko       |
| Anne-Marie Duff      | Olja Děmina             |
| Hugh Bonneville      | Andrej Živago           |
| Karel Dobrý          | Majakovskij             |
| Jan Trávníček        | Alexander Živago        |
| Jan Unger            | Vasja                   |
| Ivo Novák            |                         |
| Veronika Arichteva   |                         |
| Vojtěch Rohlíček     |                         |
| Pavel Kříž           | Palyk                   |